# جیمز ون فلیت
جیمز آلوارد ون فلیت (به انگلیسی: James Alward Van Fleet) افسر ارتش آمریکا در طول جنگ جهانی اول، جنگ جهانی دوم و جنگ کره بود. ون فلیت اهل نیوجرسی بود. وی در فلوریدا بزرگ شد و از آکادمی نظامی ایالات متحده فارغ‌التحصیل گردید.